# Karol Krzysztof Bokalski

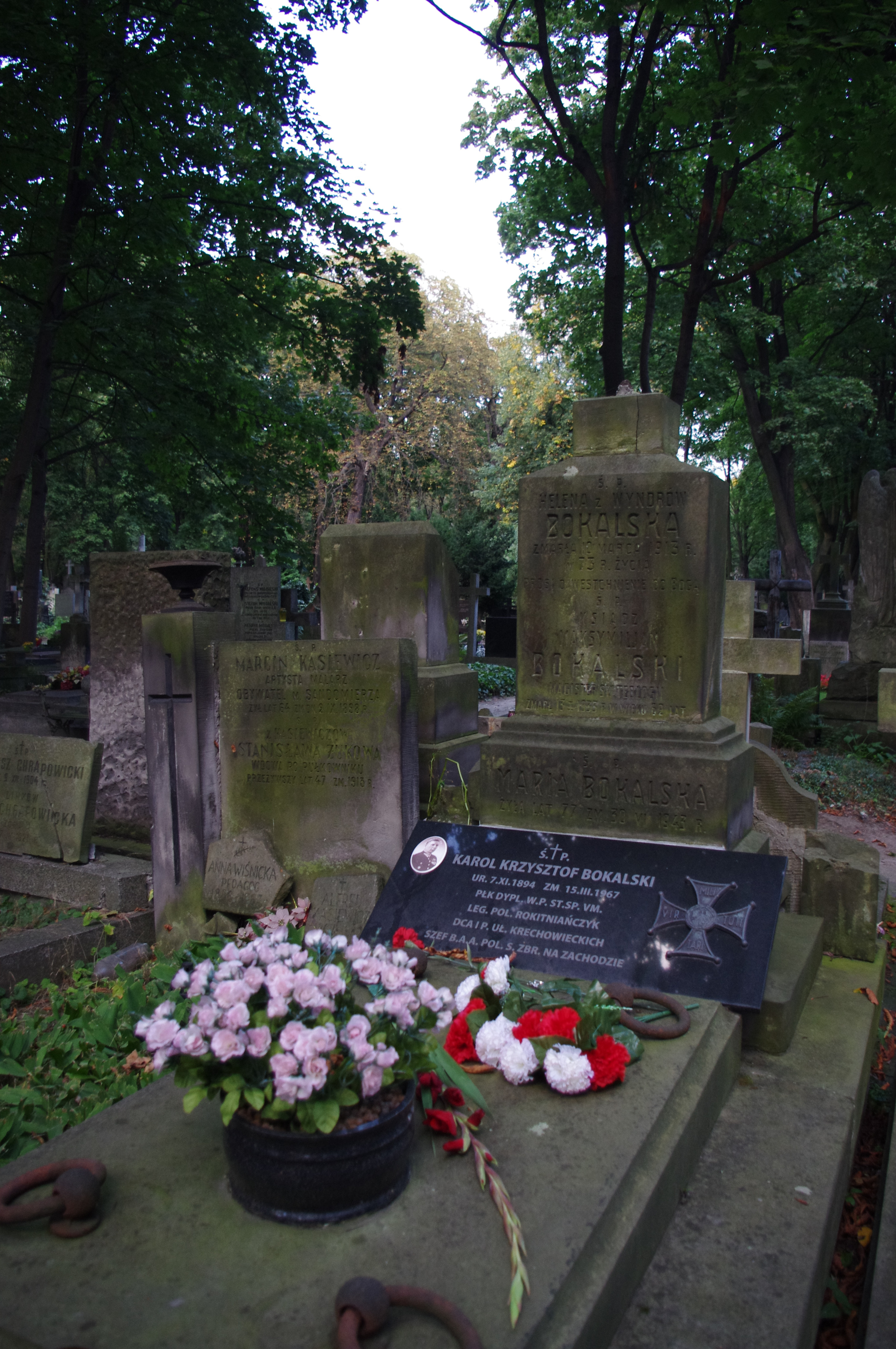
Grób Karola Krzysztofa Bokalskiego na cmentarzu Stare Powązki w Warszawie

Karol Krzysztof Bokalski (ur. 7 listopada 1894 w Niemcach, zm. 15 marca 1967 w Warszawie) – pułkownik dyplomowany kawalerii Wojska Polskiego, kawaler Orderu Virtuti Militari.

## Życiorys
Urodził się w rodzinie Karola, inżyniera górnika w kopalni „Flora” w Gołonogu, i Anny ze Strużyńskich. Miał brata Michała Stefana (1900–1966), pułkownika pilota Wojska Polskiego. W 1912 roku ukończył Szkołę Handlową Zgromadzenia Kupców w Będzinie, gdzie od trzeciej klasy należał do patriotycznego Dąbrowskiego Kółka Wycieczkowego. W 1914 roku zgłosił się ochotniczo do II Brygady Legionów Polskich. Brał udział w walkach w Karpatach. Służył w stopniu kaprala w 2 szwadronie ułanów przy 3 pułku piechoty. W czasie szarży pod Rokitną został ranny.
Po zakończeniu I wojny światowej wstąpił do Wojska Polskiego. 3 maja 1922 roku został zweryfikowany w stopniu rotmistrza ze starszeństwem z dniem 1 czerwca 1919 roku. Był oficerem 5 pułku ułanów zasławskich w Ostrołęce. Od 1 listopada 1925 do 28 października 1927 roku był słuchaczem VI Kursu Normalnego Wyższej Szkoły Wojennej w Warszawie. 3 maja 1926 roku został awansowany na majora ze starszeństwem z dniem 1 lipca 1925 roku i 15. lokatą w korpusie oficerów kawalerii. Po ukończeniu kursu i uzyskaniu dyplomu naukowego oficera Sztabu Generalnego został przydzielony do 1 Dywizji Kawalerii w Białymstoku na stanowisko szefa sztabu. W kwietniu 1929 roku, po rozformowaniu 1 DK, został wyznaczony na stanowisko zastępcy dowódcy 3 pułku ułanów śląskich w Tarnowskich Górach. 24 grudnia 1929 roku został awansowany na podpułkownika ze starszeństwem z dniem 1 stycznia 1930 roku i 14. lokatą w korpusie kawalerii. W marcu 1932 roku został zastępcą szefa Departamentu Kawalerii Ministerstwa Spraw Wojskowych w Warszawie. Od grudnia 1933 roku był dowódcą 1 pułku ułanów krechowieckich w Augustowie. Na stopień pułkownika został awansowany ze starszeństwem z dniem 19 marca 1937 roku i 4. lokatą w korpusie oficerów kawalerii. Na początku czerwca 1938 roku został przeniesiony na stanowisko szefa Biura Administracji Armii, organu pracy II wiceministra spraw wojskowych – szefa Administracji Armii, generała brygady Aleksandra Litwinowicza
W czasie ewakuacji we wrześniu 1939 roku został przydzielony do eskorty biskupa polowego Józefa Gawliny. Po przedostaniu się do Francji został przydzielony do Polskiego Obozu Wojskowego w Coëtquidan. W 1943 roku został przydzielony z Komendy Centrum Wyszkolenia Służby Etapowej do 1 Dywizji Grenadierów na okres dwóch miesięcy celem odbycia stażu. 21 lipca 1943 roku przydział czasowy został unieważniony.
W lutym 1948 roku powrócił do kraju i osiedlił się w Warszawie. Zmarł 15 marca 1967 roku i został pochowany na cmentarzu Powązkowskim (kwatera 86-6-3).

## Awanse
- rotmistrz – zweryfikowany 3 maja 1922 ze starszeństwem z dniem 1 czerwca 1919 roku,
- major – 3 maja 1926, ze starszeństwem z dniem 1 lipca 1925 roku i 15. lokatą w korpusie oficerów kawalerii,
- podpułkownik – 24 grudnia 1929, ze starszeństwem z dniem 1 stycznia 1930 i 14. lokatą w korpusie kawalerii.

## Ordery i odznaczenia
- Krzyż Srebrny Orderu Wojskowego Virtuti Militari nr 5399[10]
- Krzyż Niepodległości (6 czerwca 1931)[11]
- Krzyż Walecznych (dwukrotnie)
- Złoty Krzyż Zasługi (dwukrotnie: 10 listopada 1928[12], 18 lutego 1939[13])
- Medal Pamiątkowy za Wojnę 1918–1921
- Medal Dziesięciolecia Odzyskanej Niepodległości
- Krzyż Oficerski Orderu Korony Rumunii (Rumunia)
- Medal Wojny 1939–1945 (Wielka Brytania)
- Medal Obrony (Wielka Brytania)